# Cathédrale Marie-Reine-du-Monde de Port-Saïd
Cette  cathédrale n’est pas la seule cathédrale Marie-Reine-du-Monde.
La cathédrale Marie-Reine-du-Monde de Port-Saïd, communément appelée cathédrale française de Port-Saïd, est une co-cathédrale catholique située à Port-Saïd, en Égypte. Construite par Ange-Marie Hiral, elle était le siège du vicariat apostolique de Port-Saïd jusqu'en 1987, faisant partie aujourd'hui de la circonscription du vicariat apostolique d'Alexandrie d'Égypte.

## Situation
À l'origine, la cathédrale est située sur un terrain en face de l'évêché et donnant sur la mer. Aujourd'hui elle est située sur la rue du 23 juillet (anciennement rue Kitchener), en face de la mosquée Abdel-Rahman Lutfi.

## Histoire
L'emplacement de la cathédrale est choisi sur un terrain vague situé juste en face de l’évêché et donnant sur la mer. Le roi Fouad Ier autorise la vente de ce terrain en 1929 et Mgr Ange-Marie Hiral l'achète.
Le 24 novembre 1932, l’autorisation de construire une église était accordée. Le 27 novembre 1933, le contrat de construction fut signé avec l’entreprise J. J. Alberti. Le 11 février 1934, la première pierre est posée et bénite par Mgr Ange-Marie Hiral. L'église est construite principalement à l'aide d'une souscription populaire.
Le nom Marie-Reine-du-Monde est choisi par Mgr Ange-Marie Hiral, qui a une passion pour Marie. L'évêque dont le nom à l'état civil est Joseph Paul avait ainsi pris le nom de Frère Ange-Marie lors de sa vêture chez l'ordre des frères mineurs (franciscains) en 1887.
En octobre 1934, le cardinal Joseph MacRory, alors en route pour l'Australie, bénit la chapelle provisoire, installée dans la future sacristie.
Le 13 janvier 1937, le cardinal Dennis Dougherty, archevêque de Philadelphie, légat du pape se rendant au Congrès eucharistique de Manille, bénit la cathédrale.
Une bannière de Marie Reine du Monde, réalisée par Ange-Marie Hiral, part de Port-Saïd le 20 octobre 1937. Elle fait le tour du monde et revient le 3 octobre 1947, selon une prophétie de Catherine Labouré: « elle sera portée en bannière et fera le tour du monde ».
Le 30 novembre 1987, en vertu du décret Cum olim de la Congrégation pour les Églises orientales, le vicariat apostolique de Port-Saïd est supprimé et son territoire a été rattaché à celui du vicariat apostolique d'Alexandrie d'Égypte. Le même décret confère au vicaire apostolique d'Alexandrie d'Égypte le droit de porter également le titre de vicaire apostolique de Port-Saïd.

## Architecture
L'architecte de la cathédrale est Jean Hulot. Elle est de style romano-byzantin, avec des pierres roses et jaunes crème des carrières de Fayed, située dans le vicariat de la cathédrale. Les fenêtres de la nef sont surmontées d'ornements de briques rouges.

## Statues et peintures
La statue de la Vierge qui domine le maître-autel, dite la Vierge au globe d'or, est l'œuvre de la maison belge Billaux-Grossé (Bruxelles).
Dans la chapelle absidale, la statue de Marie entre les lampadaires du maître-autel, a un collier dont les pierres ont été offertes par le pape Pie XI.
Madame Frémont, des Beaux-Arts de Paris, peint la voûte du chœur et la voûte du sanctuaire.
Dans la nef de droite, la bannière de Marie Reine du Monde a été réalisée par Ange-Marie Hiral lui-même. 

### Articles liés
- Liste des cathédrales d'Égypte
- Vicariat apostolique de Port-Saïd
- Ange-Marie Hiral